# 브리티시 프라퍼티스

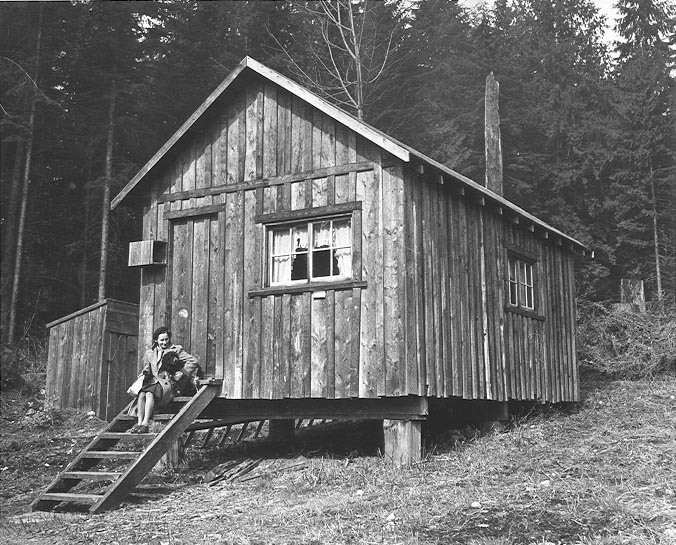

브리티시 프라퍼티스(British Properties)는 캐나다 브리티시컬럼비아주 웨스트밴쿠버의 거주 지역이다. 4,000에이커 면적이 웨스트밴쿠버에서 브리티시 퍼시픽 프라퍼티스 코퍼레이션에 1931년 인수되어 오늘날까지 이 땅을 계속 개발하고 있다.